# Aktionsgruppen mot fria fjälljakten
Aktionsgruppen mot fria fjälljakten, även Aktionsgruppen mot fria fjälljakten upa  var en grupp som i brev till dagstidningar tog på sig ansvaret för det sabotage mot en kraftledning i Jämtland som utfördes i september 1998. Inget är känt om gruppens omfattning, varaktighet eller övriga verksamhet. 
Sabotaget uppdagades genom ett brev som skickades till Dagens Nyheter i mitten av september 1998. Det innehöll uppgifter om sprängdåd mot kraftledningsstolpar på en angiven plats. Dagens Nyheter kontaktade Svenska Kraftnät, som vid kontroll kunde konstatera att två stolpar längs 400 kilovoltsledningen genom Jämtland hade blivit utsatta för sprängmedel på just den plats som uppgavs i brevet. På den ena stolpen hade större delen av ett ben sprängts bort och på den andra stolpen hade en infästningspunkt förstörts. Ingen av stolparna hade rasat och sabotaget hade därför inte märkts.
Kraftledningarna var 400 kilovolts stamledningar, och därmed två av Sveriges viktigaste ledningar. Totalt fanns vid tillfället åtta stycken stamledningar genom Sverige, varför de två ledningarna stod för en omfattande del av strömförsörjningen till södra Sverige.
Aktionsgruppen mot den fria fjälljakten tog i brev till tidningarna Dagens Nyheter och Aftonbladet under augusti och september 1998 på sig flera attentat. I hotbreven krävde gruppen att "1992 års riksdagsbeslut om att införa fri fjälljakt på småvilt måste rivas upp". Om det inte skedde hotade aktionsgruppen med att "lamslå Sverige". De skrev vidare att "Sverige har jävlats nog med samerna – ursprungsbefolkningen i landet" och att "Svenska Kraft (...) får symbolisera utsugningen av samernas land."
Vissa av breven till tidningsredaktionerna undertecknades med "Aktionsgruppen mot den fria fjälljakten upa". "Upa" kan tolkas som en förkortning för den äldre juridiska termen utan personligt ansvar.
I mars 1999 greps en samisk politiker för dådet efter att han kopplats till den biblioteksdator från vilken e-posten till tidningarna hade skickats. Mannen släpptes dock efter en tid och åtalades aldrig.